# Calycacanthus magnusianus
Calycacanthus magnusianus là một loài thực vật có hoa trong họ Ô rô. Loài này được K.Schum. mô tả khoa học đầu tiên năm 1889.